# Герб острова Святой Елены
Герб острова Святой Елены, впервые введённый 30 января 1984 года, представляет собой щит, в золотой главе которого изображён зуёк Острова Святой Елены семейства ржанковые, который является местным эндемиком. В лазоревом поле щита изображено парусное судно на фоне скалистого берега, взятое из колониальной печати острова.
Над щитом располагается шлем, морская корона и Святая Елена с крестом и цветком в руках. В основании герба национальный девиз Loyal and unshakable.
Герб острова Святой Елены не используется на зависимых территориях острова Святой Елены. На островах Тристан-да-Кунья используется герб островов Тристан-да-Кунья, а на острове Вознесения — герб Великобритании.